# Kara Sevda
Kara Sevda (Amour Éternel) est une telenovela turque en 74 épisodes de 113 à 158 minutes, diffusée entre le 14 octobre 2015 et le 21 juin 2017 sur la chaîne Star TV. Il est produit par Ay Yapım et réalisé par Hilal Saral. Il met en vedette les acteurs turcs Neslihan Atagül, Burak Özçivit et Kaan Urgancıoğlu. Cette série est diffusée en France entre le 4 mai 2021 au 8 avril 2022, sur la chaîne Novelas TV.
Le feuilleton a été remonté en 244 épisodes de 45 minutes lors de sa diffusion en France.

## Synopsis
Kemal Soydere est le fils d'une famille de classe moyenne. Dans sa dernière année en génie minier, une fille nommée Nihan entre dans sa vie monotone. L'amour est impossible à cause de la différence de classe entre eux, mais ils réussissent à être ensemble. Jusqu'au jour où Kemal doit déménager dans une mine à Zonguldak, ignorant que Nihan sera forcé d'épouser Emir Kozcuoğlu, un homme amoureux d'elle depuis son enfance. Kemal s'isole dans son travail et un jour, après ses actions dans un accident à la mine, Kemal est promu et assume une position de pouvoir dans l'entreprise. Cinq ans plus tard, Kemal décide de rentrer à Istanbul pour faire face à son passé.

## Distribution
- Neslihan Atagül (VF : Sophie Ostria) : Nihan Sezin, amant de Kemal , époux de Emir
- Burak Özçivit (VF : Julien Chettle) : Kemal Soydere,  amant de Nihan ex-petit-ami de Nihan , l’epoux de Asu
- Kaan Urgancıoğlu (VF : Tangi Colombel) : Emir Kozcuoğlu, l’epoux de Nihan
- Kürşat Alnıaçık (VF : Stéphane Guinon) : Önder Sezin
- Zerrin Tekindor (VF : Soraya Daid) : Leyla Acemzade, La femme de Ahyan
- Burak Sergen (VF : Jean Georges) : Galip Kozcuoğlu, le père de Emir
- Orhan Güner (VF : Jean Paul Szybura) : Hüseyin Soydere, le père de Kemal
- Zeyno Eracar (VF : Claire Darnel) : Fehime Soydere
- Melissa Aslı Pamuk (VF : Paulette Fuente) : Asu Alacahan, l’epouse de Kemal
- Neşe Baykent (VF : Christine Paris) : Vildan Acemzade, l’epouse de Onder
- Rüzgar Aksoy

(VF : Olivier Valiente) : Tarık Soydere, l’epoux de Banu 
- Barış Alpaykut (VF : Michel Barrio) : Ozan Sezin, l’epoux de Zeynep
- Uğur Aslan (VF : Jean Didier Aïssy) : Zehir
- Hazal Filiz Küçükköse (VF : Heloise Chettle) : Zeynep Soydere, l’epouse de Ozan
- Gökay Müftüoğlu (VF : Gabin Guerineau) : Salih
- Ali Burak Ceylan (VF : Xavier Chavari) : Tufan Kaner
- Çağla Demir (VF : Nathalie Bienaimmé) : Banu Akmeriç, l’epouse de Tarik
- Nihan Aşıcı (VF : Noelle Bullrich) : Yasemin meilleure amie de Nihan
- Metin Coşkun (VF : Emmanuel Martin) : Hakkı Alacahan
- Kerem Alışık (VF : Michael Rudy): Ayhan Kandarlı, l’epoux de Leyla
- Gizem Karaca : Mercan policière amoureuse de Kemal
- Elif Özkul : Sema ami de Zeynep
- Arven Beren : Deniz Soydere, la fille de Nihan et Kemal
- Ece Mudessiroğlu (VF : Karine Stengel): Zehra Tozkan
- Erhan Alpay(VF : Thomas Merenier): Hakan
- Berk Güneşberk : Şafak
- Ayşen İnci : Müjgan Kozcuoğlu, la mère de Emir et Asu

## Production
Kara Sevda a été entièrement tournée dans la ville d'Istanbul, en Turquie, à l'exception de la scène d'explosion de mine du premier épisode, qui a été tournée à Zonguldak.

## Réception

### Popularité
La série est devenue une étape importante dans l'histoire internationale des séries turques, recevant les prix télévisés les plus prestigieux au monde, les International Emmy Awards de la meilleure telenovela en 2017,, devenir la première et la seule série turque à remporter ce prix,,. De plus, elle a également été la seule série turque à devenir finaliste de ces prix.
De même, Kara Sevda a reçu le prix spécial du jury aux Seoul International Drama Awardsen Corée, où le réalisateur Hilal Saral et Burak Özçivit, l'un des acteurs principaux, ont voyagé pour recevoir le prix.
Selon Can Okan, fondateur et PDG d'Inter Medya, le distributeur international de la série, "les mots ne servent à rien quand on parle du succès de Kara Sevda",. Le roman est devenu la série turque la plus regardée au monde.

### Récompenses et nominations
Kara Sevda est la seule série turque de l'histoire à avoir remporté l'International Emmy Award de la meilleure telenovela en 2017,. En outre, elle a également reçu le prix spécial du jury aux Seoul International Drama Awards. De la même manière, la série et les acteurs principaux de la série ont été nominés pour un total de 37 prix, dont 20:
| Année | Récompenses                                                      | Catégorie                                        | Candidat                        | Résultat | Référence |
| ----- | ---------------------------------------------------------------- | ------------------------------------------------ | ------------------------------- | -------- | --------- |
| 2015  | 4º Bilkent Television Awards                                     | Meilleur acteur dans un drame                    | Burak Özçivit                   | Lauréat  |           |
| 2015  | Ayaklı Newspaper Awards                                          | Meilleur acteur dans une série dramatique        | Burak Özçivit                   | Lauréat  |           |
| 2015  | Ayaklı Newspaper Awards                                          | Meilleure actrice dans une série dramatique      | Neslihan Atagül                 | Lauréat  |           |
| 2015  | Ayaklı Newspaper Awards                                          | Meilleur acteur dans un second rôle              | Kaan Urgancıoğlu                | Lauréat  |           |
| 2015  | Ayaklı Newspaper Awards                                          | La meilleure actrice dans un second rôle         | Zerrin Tekindor                 | Lauréat  |           |
| 2016  | Conférence internationale sur la sécurité et la santé au travail | Prix spécial                                     | Kara Sevda                      | Lauréat  |           |
| 2016  | Golden Object Awards                                             | La meilleure actrice dans un second rôle         | Hazal Filiz Küçükköse           | Lauréat  |           |
| 2016  | Golden Object Awards                                             | Meilleure actrice                                | Neslihan Atagül                 | Lauréat  |           |
| 2016  | 16º Magazinci.com Internet Media                                 | Performance télévisuelle de l'année              | Burak Özçivit                   | Lauréat  | [ 13 ]    |
| 2016  | 16º Magazinci.com Internet Media                                 | Série de l'année                                 | Kara Sevda                      | Lauréat  | [ 13 ]    |
| 2016  | 16º Magazinci.com Internet Media                                 | Meilleure actrice                                | Neslihan Atagül                 | Lauréat  | [ 13 ]    |
| 2016  | Récompenses Altın Kelebek                                        | Meilleure série                                  | Kara Sevda                      | Nommé    | [ 14 ]    |
| 2016  | Récompenses Altın Kelebek                                        | Meilleure actrice dans un drame                  | Neslihan Atagül                 | Nommé    | [ 14 ]    |
| 2016  | Récompenses Altın Kelebek                                        | Meilleur acteur dans un drame                    | Burak Özçivit                   | Nommé    | [ 14 ]    |
| 2016  | Récompenses Altın Kelebek                                        | Meilleur réalisateur                             | Hilal Saral                     | Nommé    | [ 14 ]    |
| 2016  | Récompenses Altın Kelebek                                        | Meilleur couple de série                         | Neslihan Atagül - Burak Özçivit | Nommé    | [ 14 ]    |
| 2016  | Récompenses Altın Kelebek                                        | Meilleure jeune actrice                          | Melisa Asli Pamuk               | Lauréat  |           |
| 2016  | KKTC Magazine Gazeteciler                                        | La meilleure actrice dans un second rôle         | Hazal Filiz Küçükköse           | Lauréat  | [ 15 ]    |
| 2016  | 6º Ayaklı Gazete TV Stars Awards                                 | Meilleure actrice dans un drame                  | Neslihan Atagül                 | Nommé    |           |
| 2016  | KTÜ Media Awards                                                 | Actrice la mieux notée                           | Neslihan Atagül                 | Nommé    |           |
| 2016  | Müzikonair Awards                                                | Meilleure actrice                                | Neslihan Atagül                 | Lauréat  |           |
| 2016  | Ege University 5th Media Awards                                  | Meilleure actrice                                | Neslihan Atagül                 | Nommé    |           |
| 2016  | Ege University 5th Media Awards                                  | Meilleur acteur                                  | Burak Özçivit                   | Nommé    |           |
| 2016  | Seoul International Drama Awards                                 | Meilleure actrice                                | Neslihan Atagül                 | Nommé    |           |
| 2016  | Seoul International Drama Awards                                 | Prix spécial du jury                             | Kara Sevda                      | Lauréat  | [ 8 ]     |
| 2017  | 45º International Emmy Awards                                    | Meilleur feuilleton                              | Kara Sevda                      | Lauréat  | [ 16 ]    |
| 2017  | Récompenses Altın Kelebek                                        | Meilleur acteur                                  | Burak Özçivit                   | Nommé    |           |
| 2017  | Récompenses Altın Kelebek                                        | Meilleure série musicale                         | Toygar Işıklı                   | Nommé    |           |
| 2017  | Récompenses Altın Kelebek                                        | Meilleure jeune actrice                          | Hazal Filiz Küçükköse           | Lauréat  |           |
| 2017  | Bilkent TV Awards                                                | Meilleure actrice                                | Neslihan Atagül                 | Nommé    |           |
| 2017  | Turkish Children's Awards                                        | Meilleure actrice                                | Neslihan Atagül                 | Nommé    |           |
| 2017  | Magazinci.com Internet Media Magazine Oscars Awards              | Meilleure actrice dans un second rôle de l'année | Zerrin Tekindor                 | Lauréat  |           |
| 2017  | Ayaklı Newspaper Awards                                          | Meilleure actrice dans un second rôle de l'année | Melisa Asli Pamuk               | Lauréat  | [ 17 ]    |
| 2021  | Soap Awards France 2021                                          | Meilleur feuilleton international                | Kara Sevda                      | Lauréat  | [ 18 ]    |
| 2021  | Soap Awards France 2021                                          | Meilleur acteur international                    | Burak Özçivit                   | Nommé    | [ 19 ]    |
| 2021  | Soap Awards France 2021                                          | Meilleure actrice internationale                 | Neslihan Atagül                 | Nommé    | [ 20 ]    |